# اومیزارو ۳: آخرین پیغام
اومیزارو ۳: آخرین پیغام (انگلیسی: Umizaru 3: The Last Message) یک فیلم درام اکشن ژاپنی محصول ۲۰۱۰ به کارگردانی ایچیرو هاسومی است.